# Margarita María Birriel Salcedo
Margarita María Birriel Salcedo (Madrid, 26 de enero de 1953) es profesora titular del departamento de Historia Moderna y de América en la Facultad de Filosofía y Letras de la Universidad de Granada, experta en historia y estudios de las mujeres.

## Biografía

### Primeros años
Margarita María Birriel Salcedo nació el 26 de enero de 1953 en Madrid, en el seno de una familia de madre española y padre portorriqueño. Su infancia y primera juventud estuvo marcada por los frecuentes viajes familiares a través del Atlántico que influyeron tanto en su formación inicial como en el desarrollo de un carácter cosmopolita. Realizó sus estudios primarios entre Puerto Rico y España, y comenzó sus estudios secundarios en localidad granadina de Almuñécar, donde se instaló su familia, finalizándolos en el Instituto de Educación Secundaria Andrés Manjón de Granada. 
En 1976, se licenció en Filosofía y Letras (sección Historias) por la Universidad de Granada. Tras la defensa de su tesina de licenciatura y de superar un Concurso Público de Contratos, en 1977 comenzó a impartir docencia en el departamento de Historia Moderna y de América. Fue en 1987 cuando leyó su tesis doctoral, dirigida por Pedro Gan Jiménez, titulada La repoblación de la tierra de Almuñécar después de la expulsión de los moriscos, publicada como La tierra de Almuñécar en tiempo de Felipe II: expulsión de moriscos y repoblación.
Además, fue representante estudiantil durante la dictadura franquista, vicepresidenta y portavoz de la Asociación de Vecinos al comienzo de la transición española y, posteriormente, representante sindical de Comisiones Obreras en la Universidad llegando a pertenecer al Comité Europeo de Educación Superior de los Sindicatos.‘‘

### Trayectoria profesional
Estuvo becada en la École des Hautes Études en Sciences Sociales de París donde realizó una estancia postdoctoral. Desde 1989, es profesora titular de Historia Moderna en la Facultad de Filosofía y Letras de la Universidad de Granada. Realizó estancias formativas en las universidades de Nuevo México y de Essex. Ha impartido seminarios y cursos de doctorado como profesora visitante de varias universidades nacionales y extranjeras como la de Oviedo, la de Helsinki, la de Comahue, o la de Luján. 

#### Estudios de las mujeres y de género
Formó parte del grupo de profesoras que impulsaron el nacimiento de la Asociación Universitaria de Estudios de las Mujeres (AUDEM), de la que fue su presidenta entre 1993-1996, desarrollando una importante labor de sinergia, de facilitadora, de coordinación de los primeros planes de investigación interdisciplinares en estos estudios. 
Es miembro de la Asociación Española de Historia de las Mujeres (AEIHM). Ha formado parte de numerosos Comités Científicos y ha pertenecido a los Consejos asesores de diversas revistas científicas como Chronica Nova: Revista de historia moderna de la Universidad de Granada, la Colección Feminae,  y Arenal, Revista de Historia de las Mujeres.
Fue directora del Instituto de Estudios de la Mujer de la Universidad de Granada  (actualmente Instituto Universitario de Investigación de Estudios de las Mujeres y de Género) entre los años 1996-2000, en los que destaca, entre otros, su gestión de las diversas maneras de entender la investigación en esos años, el traslado del Instituto desde la Facultad de Filosofía y Letras a su sede actual en el Centro de Documentación, la labor de coordinación con la Universidad de Granada al presentar el centro una vinculación orgánica con el Vicerrectorado de Investigación, y el papel desarrollado en la promoción de la internacionalización de la Universidad, especialmente con Europa y con América Latina.
Forma parte del grupo de investigación del Plan Andaluz de Investigación HUM-603- Estudios de las Mujeres, grupo consolidado de estudios de las mujeres y de género de carácter interdisciplinar, impartiendo docencia en el Programa Oficial de Doctorado Estudios de las Mujeres, Discursos y Prácticas de Género de la Universidad de Granada. Asimismo, es profesora responsable de Historiografía feminista del máster europeo interuniversitario Erasmus Mundus titulado Máster GEMMA en Estudios de Mujeres y Género.

## Publicaciones
Entre sus publicaciones:
- "Construyendo historia: estudios en torno a Juan Luis Castellano". Granada, Universidad, 2013.
- "La tierra de Almuñécar en tiempo de Felipe II: expulsión de moriscos y repoblación". Granada, Universidad, 1989.
- "La repoblación de la tierra de Almuñécar después de la expulsión de los moriscos". Granada, Universidad, 1987.
- "Las mujeres en la historia: itinerarios por la provincia de Granada". Granada, Universidad, 2012.
- "Género y espacio doméstico: la casa rural en el siglo XVIII", en Arquitectura y mujeres en la historia, 2015, pp.305-339.
- "Clasificando el mundo. Los libros de trajes en la Europa del siglo XVI", en Cultura material y vida cotidiana moderna: escenarios, 2013, pp.261-278.
- "Las mujeres en la frontera del poniente granadino", en Las mujeres en la historia: itinerarios por la provincia de Granada, 2012, pp.139-181.
- "Negaciones, asedios y violencias", en Cuerpos de mujeres: miradas, representaciones e identidades, 2007, pp.243-244.
- "A propósito de Clío: miradas feministas", en Miradas desde la perspectiva de género: estudios de las mujeres, 2005, pp.49-62.
- "Mujeres del Reino de Granada: historia y género", en La historia del reino de Granada a debate: viejos y nuevos temas: perspectivas de estudio, 2004, pp.485-502.